# SwissArchery Association
La SwissArchery Association (ASTA) est chargée d'organiser et de développer la pratique du tir à l'arc en Suisse.
Elle est membre de la World Archery Federation et de la World Archery Europe.

## Organisation

### Présidents
- Maël Loretan

## Membres
En 2020, l'ASTA compte 5 189 licenciés.

### Liste des clubs
En 2021, la SwissArchery Association compte 84 clubs.
- Arc Club de Plan-les-Ouates
- Arc Club Fribourg
- Arc Club Genève
- Arc Club Jussy
- Arc Club Moléson
- Arc-Club Collombey-Muraz
- Archers de la Saigne
- Archers-Club Yverdon
- Archery Swiss Gossau
- Ass. Tiro con l'Arco Lugano
- Baselbieter Bogenschützen
- Bogenclub Thurland
- Bogenschützen Aarberg
- Bogenschützen beider Basel
- Bogenschützen Dübendorf
- Bogenschützen Düdingen
- Bogenschützen Fricktal
- Bogenschützen Grasburg
- Bogenschützen Langnau
- Bogenschützen Lyss
- Bogenschützen Lyssach
- Bogenschützen Oberaargau
- Bogenschützen Pilatus Luzern
- Bogenschützen Schwarzsee
- Bogenschützen Seeland
- Bogenschützen Solothurn
- Bogenschützen Stallikon
- Bogenschützen Thalwil
- Bogenschützen Thun
- Bogenschützen Triple X
- Bogenschützen Uttigen
- Bogenschützen Verein Vaduz
- Bogenschützen Winterthur
- Bogenschützen Zentralschweiz
- Bogenschützen Züri Oberland
- Bogenschützen Zürich
- Bogenschützen-Club Chur
- Bogenschützen-Club Widen-Bremgarten
- Bogenschützen-Verein Bern
- Bogenschützen-Verein Biel
- Bogenschützenclub Aquila
- Bogenschützenclub Glarnerland
- Bogenschützenclub Swissair
- Bogenschützenklub Forst Bern
- Bogensport Gais
- Bogensportverein Obersee / SZ
- Bogensportzentrum Zürich
- BSV Indian Archers Brigerbärg
- BSV Rotten
- Cie de Archers Vevey-La Tour de Peilz
- Club Arc et Forêt Tavannes
- Club de tir à l'arc Les Robins
- Club Fun Archerie
- Compagnie des Archers de Gland
- Compagnie des Archers de la Tour
- Compagnie des Archers de Lausanne
- Compagnie des archers Roccans
- Compagnons de l'Arc Genève
- Cothromach Archers
- Juventas Bogenschützen Basel
- Les Archers Associés d'Apples
- Les Archers de l'Adret
- Les Archers des Montagnes
- Les Archers des Trois Aigles
- Les Archers du Bisse
- Les Compagnons de Sherwood
- Les Loups du Jorat
- Les Ours Blancs
- MBC - Les Compagnons Archers
- Oberwalliser Bogenschützenverein Gampel
- Old Brook Archers
- Ostschweizer Bogenschützen St. Gallen
- Redback Archers
- Sagittaire Genève
- Societa di Tiro con l'Arco Mendrisio
- Société de Tir à l'arc des 3 Dranses
- Sporting Chiasso
- Tir à l'Arc Delémont
- Tir à l'Arc Les Geneveys sur Coffrane
- Tir à l'Arc Neuchâtel
- Toxophiloi Academici Turico T.A.T
- Traditional Archers Trimbach
- Unicorns
- Zürcher Unterländer Bogenschützen